# Siegfried Wenzel
Siegfried Wenzel (* 10. August 1929 in Aue; † 21. Juni 2015 in Berlin) war ein deutscher Wirtschaftsfunktionär der DDR. Er war dort Stellvertreter des Vorsitzenden der Staatlichen Plankommission.

## Leben
Der Sohn aus einem kommunistischen Elternhaus wurde 1945 mit 15 Jahren als Arbeitsmann zum Reichsarbeitsdienst eingezogen. Er erhielt dort eine militärische Ausbildung und geriet in Bayern in US-amerikanische Kriegsgefangenschaft. Im August 1945 gelang ihm die Flucht und die Rückkehr nach Aue.
Er begann eine Kellner- bzw. Koch-Lehre. Im März 1946 trat er in die  KPD ein, nach der Zwangsvereinigung von SPD und KPD wurde er Mitglied der  SED. Im gleichen Jahr wurde er von der Partei zum Studium an die Arbeiter-und-Bauern-Fakultät (ABF) delegiert. Nach dem Besuch der Vorstudienanstalt in Zwickau studierte er ab 1947 Wirtschaftswissenschaften an der Universität Leipzig. Von 1951 bis 1955 arbeitete er als Ökonom im bäuerlichen Genossenschaftswesen in Berlin und war Mitglied des Sekretariats des Zentralvorstandes der Vereinigung der gegenseitigen Bauernhilfe. Im Jahr 1955 begann er als Sachbearbeiter im Bereich Landwirtschaft in der Staatlichen Plankommission (SPK), wurde Abteilungsleiter, Hauptabteilungsleiter und schließlich 1961 Stellvertreter des Vorsitzenden der SPK unter dem Minister Karl Mewis. Mit dessen Ausscheiden 1963 wurde Wenzel wieder zum Hauptabteilungsleiter degradiert. Von 1967 bis 1989 fungierte er erneut als Stellvertreter des Vorsitzenden der SPK, diesmal für den Bereich volkswirtschaftliche Gesamtrechnung und Plankoordinierung. Nach der Wende und friedlichen Revolution in der DDR war er im Ministerium für Wirtschaft unter Christa Luft und Gerhard Pohl tätig. Er war 1990 Mitglied der Regierungsdelegation für die Schaffung der Währungs-, Wirtschafts- und Sozialunion mit der Bundesrepublik Deutschland. Anschließend ging er in den Ruhestand und lebte am Rand von Berlin.
Wenzel starb im Alter von 85 Jahren und wurde auf dem Zentralfriedhof Friedrichsfelde beigesetzt.

## Auszeichnungen
- 1965 Vaterländischer Verdienstorden in Bronze, 1969 in Silber und 1985 in Gold
- 1975 Orden Banner der Arbeit Stufe I
- 1989 Ehrenspange zum Vaterländischen Verdienstorden in Gold

## Schriften
- Sozialismus gleich Mangelwirtschaft? Ein Beitrag zur Systemauseinandersetzung (= Pankower Vorträge 14), Helle Panke, Berlin 1999 (2. Aufl.).
- Marktwirtschaft und Eigentum. Überlegungen für eine realistische Konzeption der heutigen Linke (=Pankower Vorträge 18), Helle Panke, Berlin 1999.
- Was war die DDR wert? Und wo ist dieser Wert geblieben? Versuch einer Abschlussbilanz, Das Neue Berlin, 2000, ISBN 3-360-00940-1.
- Zum gescheiterten Sozialismusversuch in Europa. Erfahrungen und Schlussfolgerungen aus wirtschaftspolitischer Sicht (= Pankower Vorträge 43), Helle Panke, Berlin 2002.
  - Ergänzte, aktualisierte Neuauflage: Was war die DDR wert? Mit einem Beitrag von Jörg Roesler, Das Neue Berlin: Berlin, 2015, ISBN 978-3-360-01302-6.
- Was kostet die Wiedervereinigung? Und wer muss sie bezahlen? Stand und Perspektiven, Das Neue Berlin, 2003, ISBN 3-360-01234-8.
- Von wegen Beitritt! Offene Worte zur deutschen Einheit – Fakten und Zitate, Das Neue Berlin, 2007, ISBN 978-3-360-01914-1.